# Мишкин
Мишкин (на руски: Мышкин) е град в Русия, административен център на Мишкински район, Ярославска област. Населението на града към 1 януари 2018 е 5647 души.